# Albuca riebeekkasteelberganula
Albuca riebeekkasteelberganula är en sparrisväxtart som beskrevs av U.Müll.-doblies. Albuca riebeekkasteelberganula ingår i släktet Albuca och familjen sparrisväxter. Inga underarter finns listade i Catalogue of Life.